# Batalha de Castagnaro
A Batalha de Castagnaro ocorreu em 11 de março de 1387. A batalha se deu pelo conflito entre Pádua de um lado e Veneza e Verona de outro. Francesco de Carrara, lorde de Pádua, contratou um grandes exército de soldados mercenários e colocou o condottiero inglês, John Hawkwood, no comando.
Sua força tinha perto de sete mil homens, enquanto seus opositores reuniram mais de onze mil homens. Hawkwood havia sido cercado por Verona, e foi forçado a se retirar da guerra por uma combinação de fome e alivio do exército. Hawkwood apenas recuou o suficiente para alcançar mais fornecimento para guerra, formando uma posição defensiva onde existia um fosso de irrigação na frente, um canal à sua direita, e pântanos à sua esquerda, com o solo úmido em frente. Hawkwood alinhou suas tropas em três linhas - os dois primeiros de homens desmontados com armas e o terceiro incluía a sua própria tropa.
O exército Veronese chegou ao local na manhã do dia 11, mas levou meio dia para agrupar-se, depois de ter esperado Hawkwood recuar ainda mais. O exército Veronese, sob comando de Giovanni Ordelaffi, formou duas linhas. A primeira linha Veronese atacou os Padovanis que defendiam o canal, mas foram incapazes de atravessar. Ordelaffi alimentou sua segunda linha até todo o seu exército estar preparado, neste ponto Hawkwood fez seu movimento. Ele tomou a sua própria tropa de mercenários ingleses, e cruzou a vala na sua extrema direita, antes de flanquear o inimigo deixou-os totalmente habilitados para carregá-lo por trás.
A esquerda Veronese foi abalada por este ataque, nesta altura as tropas de Pádua atacaram a frente do exército Veronese, que foi rapidamente destruído. A vitória de Hawkswood estava completa. Perto de cinco mil prisioneiros foram tomados, incluindo o próprio Ordelaffi, juntamente com toda a artilharia Veronese e seu acampamento.